# Zenionidae
Zenionidae (Zonnevissen) zijn een familie van straalvinnige vissen uit de orde van Zonnevisachtigen (Zeiformes).

## Geslachten
- Capromimus T. N. Gill, 1893
- Cyttomimus C. H. Gilbert, 1905
- Zenion D. S. Jordan & Evermann, 1896